# 블록 (프로그래밍)
프로그램 코드에서 블록(영어: Block)은 어떠한 동작을 수행할 때 필요한 코드를 묶어놓은 것이다. 대부분의 프로그래밍 언어에서는 이를 중괄호나 들여쓰기로 구분한다.

## 예시
```
int
 
main
()

{

  
return
 
0
;

}

```

### 중첩
```
int
 
main
()

{

  
int
 
x
 
=
 
1
;

  
if
 
(
x
 
==
 
1
)

  
{

     
x
++
;

  
}

  
return
 
0
;

}

```

### 다른 형태
비주얼 베이직은 다음과 같이 종료 문장을 명확히 기술해야 한다.
```
If
 
x
 
>
 
0
 
Then

  
y
 
=
 
y
 
+
 
x

End
 
If

```

SQL이나 파스칼 등 다른 몇몇 언어들은 시작(Begin)문과 종료(End)문으로 블록을 구성한다.
```
IF
 
y
 
IS
 
NOT
 
NULL

BEGIN

  
SELECT
 
*
 
FROM
 
employee
 
WHERE
 
name
 
=
 
y

END

```

## 같이 보기
- 기본 블록
- 클로저 (컴퓨터 프로그래밍)
- 제어 흐름